# Wolf (sopka)
Wolf je masivní štítová sopka nacházející se v severní části ostrova Isabela, patřícího do ekvádorského souostroví Galapágy. Sopka je držitelem několika nej: je to nejvyšší sopka na ostrově a zároveň i na Galapágách (1 710 m), má nejhlubší (cca 700 m) kalderu, která se nachází na jejím vrcholu. Taktéž je i sopka s nejstarší pozorovanou erupcí v souostroví (rok 1797). Stavba sopky je odlišná od klasické stavby štítového vulkánu. Její svahy jsou ukloněné pod úhlem až 35°, což už spíše naznačuje stratovulkanickou stavbu. Také složení láv je mírně odlišné od složení jiných galapážských sopek.
Na západní straně kaldery se nachází masivní plošina, z větší části pokryta lávou z poslední erupce v roce 1982. Na severozápadní a jihovýchodní straně těla vulkánu se nacházejí radiálně uspořádané trhlinové zóny a na východním okraji kaldery se nachází řetěz menších struskových kuželů.
Sopka je pojmenována po německém geologovi Theodoru Wolfovi, který v 19. století Galapážské ostrovy zkoumal.  Jeho jméno nese rovněž Wolfův ostrov na severu Galapág.